# Aarón Díaz
Aarón Díaz Spencer (n. 10 martie 1982) este un actor, cântăreț și model mexican.

## Viața timpurie
S-a născut în Puerto Vallarta, Jalisco, Mexic la o mamă irlandeză-americană (nume Spencer) și un tată mexican (nume Díaz). Diaz vorbește engleza și spaniola fluent și a trăit timp de mai mulți ani în Palo Alto, California. El a terminat liceul in Palo Alto, înainte de a se întoarce în Mexic pentru a studia la  Televisa Acting School Centro de Educación Artistica (CEA).

## Cariera
El și-a făcut debutul ca actor în serialul Clase 406, jucând rolul lui Kike González. În 2004, el a jucat în Corazones al límite alaturi de Sherlyn si Sara Maldonado. A jucat apoi rolul lui Andrés Romero în telenovela Barrera cu Yadhira Carillo. 
In 2008 a debutat ca designer și antreprenor cu marca de îmbrăcăminte „Perra”.
In afara de actorie, Díaz este, de asemenea, cântăreț, și a lansat primul său album, intitulat „Enamórate de mí”, în iunie 2009. Al doilea său album, auto -intitulat „Aaron Diaz”, a fost lansat în 2011.

## Legături externe
- Aarón Díaz la Internet Movie Database